# Institut Nacional d'Estàndards i Tecnologia
L'Institut Nacional d'Estàndards i Tecnologia (en anglès, amb les sigles: NIST de National Institute of Standards and Technology), que s'anomenava entre 1901 i 1988 Oficina Nacional de Normes (NBS de National Bureau of Standards), és una agència de l'Administració de Tecnologia del Departament de Comerç dels Estats Units. La missió d'aquest institut és promoure la innovació i la competència industrial en els Estats Units mitjançant avenços en metrologia, normes i tecnologia de forma que milloren l'estabilitat econòmica i la qualitat de vida.
Com a part d'aquesta missió, els científics i enginyers del NIST contínuament afinen la ciència del mesurament (metrologia) creant una enginyeria precisa i una manufacturació requerida per a la majoria dels avenços tecnològics actuals. També estan directament implicats en el desenvolupament i les proves de normes fetes pel sector privat i agències de govern. Especialment es dediquen a les àrees de biotecnologia, nanotecnologia, tecnologies de la informació i fabricació avançada.
El NIST l'any 2006 va tenir un pressupost de 930 milions de dólars, va donar treball a uns 2.800 científics, enginyers, tècnics i personal d'administració i de suport. A més té prop de 1.800 associats al NIST (investigadors i enginyers invitades de companyiess estatunidenques i estrangeres) i també 1.400 especialistes en la fabricació com a socis i prop de 350 centres afiliats en tot el país.
En representació dels Estats Units, participa en el Sistema Interamericà de Metrologia.

## Instal·lacions
La seu del NIST està ubicada an Gaithersburg, Maryland; també té laboratoris a Boulder, Colorado. Comptaamb quatre grans programes industrials: els Laboratoris del NIST (física, tecnologia de la informació, ciència i tecnologia química, enginyeria elèctrica i electrònica,ciencia i enginyeria dels materials, enginyeria manufacturera i recerca en la construcció i incendis); la Societat d'Extensió Manufacturera de Hollings (Hollings Manufacturing Extension Partnership (HMEP)), una xarxa nacional de centres d'assistència a petits fabricants; el Programa de Tecnologia Avançada (ATP: Advanced Technology Program), un programa de concessions on el NIST i les indústries associades comparteixen el desenvolupament d'innovadores però arriscades tecnologies en la seva etapa primerenca; i el programa nacional de Premis de Qualitat Malcolm Baldrige (Malcolm Baldrige National Quality Award), el principal premi a nivell nacional per a l'excelència i qualitat dels negocis.
Els Laboratorios del NIST a Boulder són coneguts pel rellotge atòmic més exacte del món (basat en el cesi), el NIST-F1, al costat d'un similar que hi ha a França. El NIST-F1 és la font de l'hora oficial als Estats Units 
El'ANY 2002, per raó del National Construction Safety Team Act es va encarregar al NIST portar a terme una investigació sobre el col·lapse del World Trade Center, així com de l'edifici de 47 plantes nº 7, el World Trade Center 7.

## Personal
Tres investigadors del NIST obtingueren Premi Nobel pels seus treballs en física: William D. Phillips l'any 1997, Eric A. Cornell el 2001 i John L. Hall el 2005. Altres persones notables que treballaren per al NIST són:
- Lyman James Briggs
- John W. Cahn
- Keith Codling
- Ronald Colle
- Hugh L. Dryden
- Ugo Fano
- Douglas Hartree
- Cornelius Lanczos
- Bobby Lax
- Theodore Madey
- Frank W. J. Olver
- Ward Plummer
- Jacob Rabinow
- John Todd

## Directors
El director del NIST és un funcionari acordat i notificat pel Senat dels Estats Units:
- Samuel W. Stratton, 1901-1922
- George K. Burgess, 1923-1932
- Lyman J. Briggs, 1932-1945
- Edward U. Condon, 1945-1951
- Allen V. Astin, 1951-1969
- Lewis M. Branscomb, 1969-1972
- Richard W. Roberts, 1973-1975
- Ernest Ambler, 1975-1989
- John W. Lyons, 1990-1993
- Arati Prabhakar, 1993-1997
- Raymond G. Kammer, 1997-2000
- Karen Brown (director temporal), 2000-2001
- Arden L. Bement Jr., 2001-2004
- Hratch Semerjian (director temporal), 2004 - 2005
- Gerardo Mendoza, 2005-Actualment